# Cellules Communistes Combattantes

Logo der CCC

Die Cellules Communistes Combattantes (CCC) (deutsch: Kämpfende kommunistische Zellen) waren eine in der Mitte der 1980er Jahre in Belgien aktive linksterroristische Gruppe. Sie waren für 24 Anschläge verantwortlich. Ideologisch waren sie marxistisch-leninistisch und antiimperialistisch ausgerichtet.

## Geschichte
Die CCC wurden im Juni 1983 unter Beteiligung von Pierre Carette gegründet, der zuvor der französischen Terrorgruppe Action directe angehört hatte. Öffentlich in Erscheinung traten sie erstmals am 2. Oktober 1984 mit einem Anschlag auf eine Niederlassung von Litton Industries in Evere. In einem per Flugblatt verbreiteten Bekennerschreiben kündigten die bis dahin unbekannten CCC „eine organisierte Praxis des bewaffneten politisch-militärischen Kampfes“ in Belgien an. Der Anschlag stellte den Auftakt einer von den CCC als „antiimperialistischen Oktoberkampagne“ bezeichneten Anschlagsserie gegen die NATO und Unternehmen, die von den CCC dem militärisch-industriellem Komplex zugeordnet wurden. Die CCC begründeten diese mit dem NATO-Doppelbeschluss und kritisierten den Pazifismus der Friedensbewegung. Die belgische Polizei reagierte am 19. Oktober mit der „Operation Mammut“, einer Durchsuchung von 120 Häusern und Wohnungen von Angehörigen des linken und linksextremen Milieus, auf die fünf bis dahin erfolgten Anschläge. Mit einem Anschlag auf eine Einrichtung der NATO in Sint-Stevens-Woluwee (Zaventem) am 15. Januar 1985 beendeten die CCC ihre Kampagne.
Unter dem Titel „Zum bewaffneten Kampf“ veröffentlichten sie am 1. Mai 1985 ihre ideologischen Ansichten und begleiteten dies mit einem Anschlag auf die belgische Arbeitgebervertretung, bei dem zwei Feuerwehrmänner starben. In der Folge sahen sich die CCC einer zunehmend feindlich gesinnten Öffentlichkeit gegenüber.
Am 8. Oktober 1985 begannen die CCC ihre zweite Anschlagsserie, die Kampagne „Karl Marx“. Zur Rechtfertigung für die Anschläge gegen Unternehmen, Wirtschaftsverbände und staatliche Einrichtungen beriefen sie sich auf die soziale Frage. Parallel begannen sie die Kampagne „Pierre Akkerman“, in deren Rahmen sie – als Fortsetzung der „antiimperialistischen Oktoberkampagne“ – Anschläge gegen Einrichtungen des Militärs, der NATO und eine Bank verübten. Ihr Ziel formulierten sie als Bekämpfung des „bürgerlichen Militarismus und des kleinbürgerlichen Pazifismus“. Die Kampagne endete mit einem erneuten Anschlag gegen das Central Europe Pipeline System der NATO am 6. Dezember 1985.
Am 16. Dezember wurden vier führende Mitglieder der CCC in Namur verhaftet. Dies erwies sich als entscheidender Schlag gegen die CCC. Versuche, die CCC wiederaufzubauen, scheiterten. Im Sommer 1986 löste sich schließlich auch die Unterstützerorganisation Ligne Rouge auf. Die vier Inhaftierten traten zweimal gegen ihre Haftbedingungen in den Hungerstreik. Sie wurden im Dezember 1988 zu lebenslangen Haftstrafen verurteilt. Carette wurde im Februar 2003 als letztes inhaftiertes Mitglied der CCC entlassen.

## Ideologie und Ausrichtung
Die CCC vertraten einen orthodoxen Marxismus-Leninismus, den sie mit dem Konzept der Stadtguerilla verbanden. Ihre Anschläge zielten auf Sachschaden. Um Tote und Verletzte zu vermeiden, erfolgte im Vorfeld von Anschlägen mittels Flugblättern oder Telefonanruf eine Warnung. Im Gegensatz zur Action directe und der deutschen Rote Armee Fraktion verübten die CCC keine Mordanschläge gegen führende Personen der Wirtschaft oder des Staates. Die Anschläge waren einzelnen Kampagnen zugeordnet und von ausführlichen Bekennerschreiben begleitet.
Die CCC unterhielten Kontakte zu anderen linken Untergrundorganisationen in Europa und arbeiteten unter anderem mit den Terrororganisationen Action directe und Roten Armee Fraktion logistisch zusammen. Einer von der RAF 1985 initiierten „Antiimperialistischen Front westeuropäischer Guerillas“ schlossen sich die CCC jedoch wegen ideologischer Differenzen nicht an.

## Anschläge
| Zeit       | Anschlag                                                         | Ort                                         |
| ---------- | ---------------------------------------------------------------- | ------------------------------------------- |
| 02.10.1984 | Anschlag auf Litton Industries                                   | Evere                                       |
| 03.10.1984 | Anschlag auf MAN                                                 | Groot-Bijgaarden                            |
| 08.10.1984 | Anschlag auf Honeywell                                           | Evere                                       |
| 15.10.1984 | Anschlag auf das Paul Hymans Institut                            | Elsene                                      |
| 17.10.1984 | Anschlag auf ein Büro der Partei Christen Democratisch en Vlaams | Gent                                        |
| 26.10.1984 | Anschlag auf eine Kaserne der belgischen Armee                   | Bierset                                     |
| 11.12.1984 | Anschläge auf das Pipeline-Netz der NATO                         | Estival, Gages, Gastuche, Glaaien und Ittre |
| 15.01.1985 | Anschlag auf die NATO Unterabteilung SHAPE                       | Woluwe-Saint-Lambert                        |
| 01.05.1985 | Anschlag auf den belgischen Unternehmer-Verband                  |                                             |
| 06.05.1985 | Anschlag auf eine belgische Polizeistation                       | Woluwe-Saint-Lambert                        |
| 08.10.1985 | Anschlag auf die belgische Firma Sibelgaz                        | Laeken/Laken                                |
| 12.10.1985 | Anschlag auf die belgische Firma Fabrimetal                      | Charleroi                                   |
| 04.11.1985 | Anschlag auf die belgische Firma BBL                             | Etterbeek                                   |
| 04.11.1985 | Anschlag auf Manufacturers Hanover Corporation                   |                                             |
| 04.11.1985 | Anschlag auf die belgische Bank 'Generale Bank'                  | Charleroi                                   |
| 05.11.1985 | Anschlag auf die Kredietbank                                     | Leuven                                      |
| 05.11.1985 | Anschlag auf Motorola                                            | Watermael-Boitsfort                         |
| 04.12.1985 | Anschlag auf die Bank of America                                 | Antwerpen                                   |
| 06.12.1985 | Anschlag auf das Pipeline-Netz der NATO                          | Wortegem-Petegem                            |

## Aktionen im Gefängnis
- Mai 1986: Die Gefangenen begannen einen Hungerstreik gegen ihre Haftbedingungen. Der Hungerstreik wurde nach 43 Tagen beendet, nachdem das Ministerium zugesagt haben solle, Post zuzulassen und Besuche zu genehmigen, aber diese Zusagen nicht eingehalten habe.
- September 1988: Der Prozess gegen die Gefangenen stand unmittelbar bevor. Sie nahmen einen neuen Hungerstreik auf. Der Hungerstreik wurde in der Schweiz, in Deutschland und Dänemark mit internationalen Protestaktionen begleitet. Das Ministerium gab den Forderungen der Gefangenen nach, zu dem Zeitpunkt, da sie zu lebenslangem Gefängnis verurteilt werden.
- 1992 floh Bertrand Sassoye mit anderen Gefangenen aus dem Gefängnis, wurde aber bald wieder gefasst.
- 1995 begann nach belgischem Recht die Möglichkeit auf Freilassung auf Bewährung, die zuständigen Ausschüsse spielten auf Zeit. Pascale Vandegeerde war zeitweilig die älteste Gefangene in einem belgischen Gefängnis. Als Möglichkeit freizukommen offerierte man den Gefangenen, öffentlich von ihren politischen Positionen abzuschwören, um das Bewährungsverfahren zu beschleunigen. Dies lehnten die Gefangenen ab.